# 東青山四季のさと

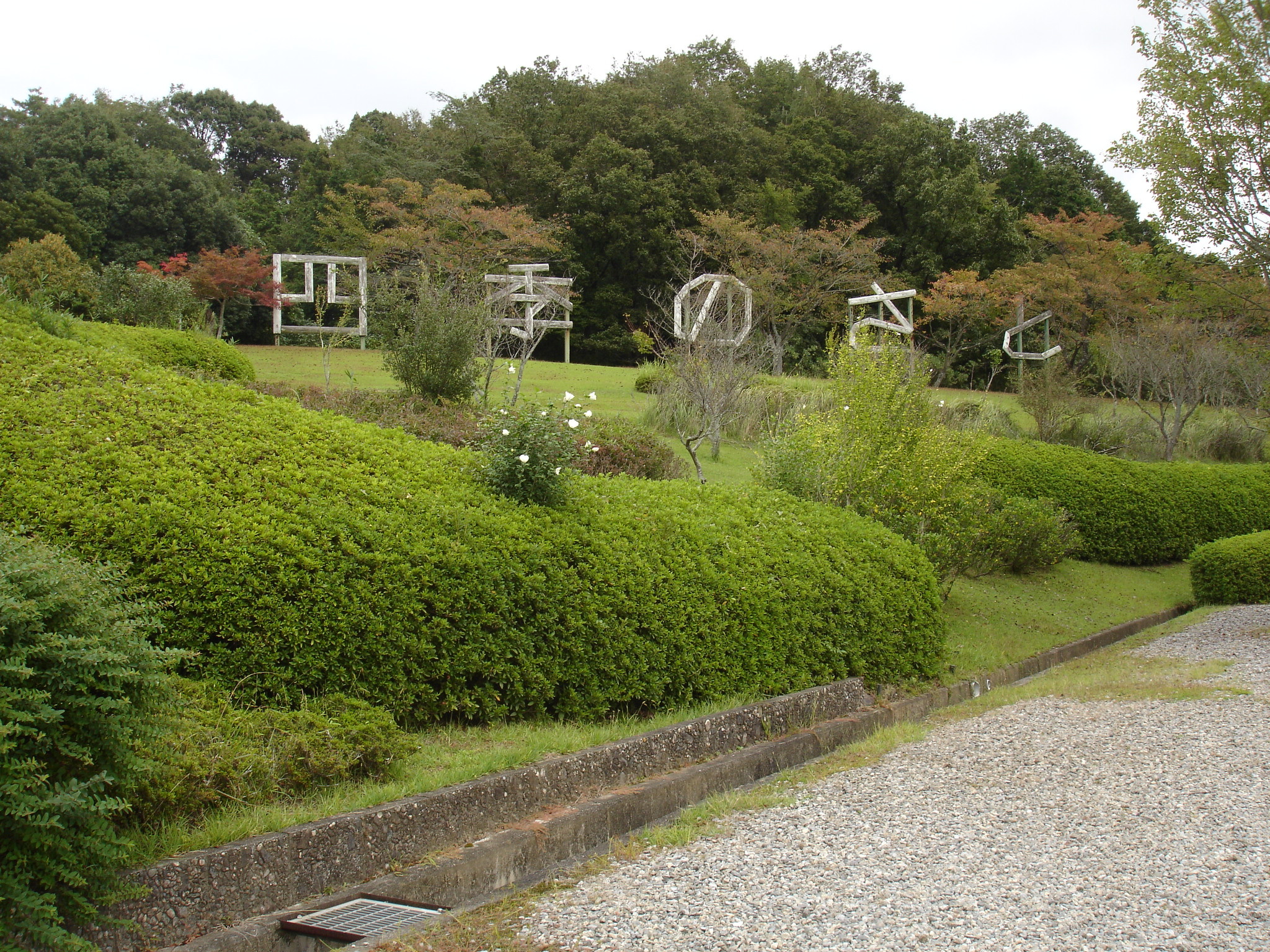
園内の看板

東青山四季のさと（ひがしあおやましきのさと）は、三重県津市にある自然公園である。
背後には青山高原があり、豊かな自然を見ることができる。
近畿日本鉄道（近鉄）が所有する土地15万平方メートルの土地に、園路や花壇などが配置されているほか、スポーツ施設なども設置されている。
敷地の一部には近鉄大阪線の旧線跡も通っている。
「東青山四季のさと」の名称は登録商標となっている（登録番号第3085574号。1995年10月31日登録）。

## 概要
- 所在地：三重県津市白山町上ノ村北谷1025
- アクセス：近鉄大阪線 東青山駅すぐ
- 入園料：無料（駐車場は1000円）
- 開園時間：9:00 - 17:00
- 開設：1983年（昭和58年）3月18日
- 所有：近畿日本鉄道
- 管理運営：近鉄造園土木

## ギャラリー

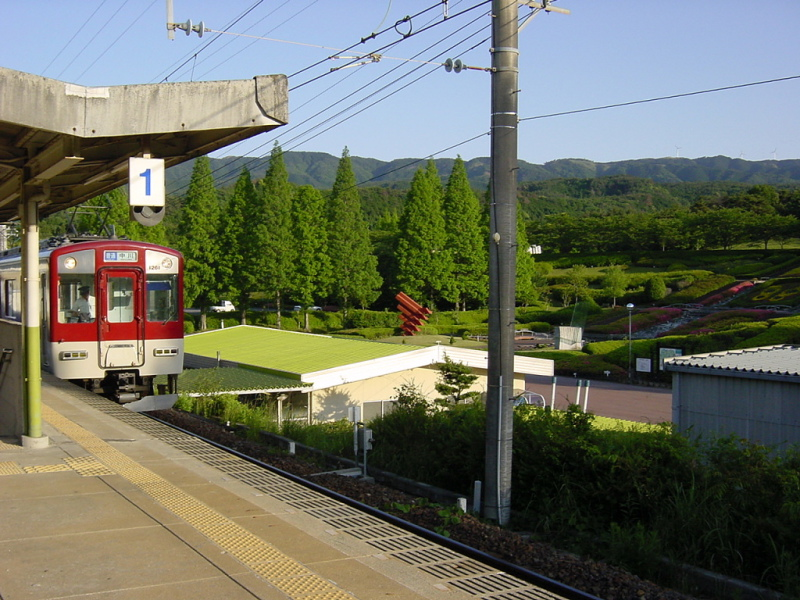
東青山駅と四季のさと

## 周辺情報
- 総谷トンネル